# Leichtathletik-Europameisterschaften 1974
| 11. Leichtathletik-Europameisterschaften | 11. Leichtathletik-Europameisterschaften |
| ---------------------------------------- | ---------------------------------------- |
|                                          |                                          |
| Stadt                                    | Rom                                      |
| Stadion                                  | Olympiastadion                           |
| Wettbewerbe                              | 39                                       |
| Weltrekorde                              | 4                                        |
| Eröffnung                                | 1. September 1974                        |
| Schlussfeier                             | 8. September 1974                        |
| Chronik                                  |                                          |
| ← Helsinki 1971                          | Prag 1978 →                              |

| Medaillenspiegel (Endstand nach 39 Entscheidungen) | Medaillenspiegel (Endstand nach 39 Entscheidungen) | Medaillenspiegel (Endstand nach 39 Entscheidungen) | Medaillenspiegel (Endstand nach 39 Entscheidungen) | Medaillenspiegel (Endstand nach 39 Entscheidungen) | Medaillenspiegel (Endstand nach 39 Entscheidungen) |
| Platz                                              | Land                                               | Gold                                               | Silber                                             | Bronze                                             | Gesamt                                             |
| -------------------------------------------------- | -------------------------------------------------- | -------------------------------------------------- | -------------------------------------------------- | -------------------------------------------------- | -------------------------------------------------- |
| 1                                                  | DDR                                                | 10                                                 | 12                                                 | 5                                                  | 27                                                 |
| 2                                                  | UdSSR                                              | 9                                                  | 3                                                  | 5                                                  | 17                                                 |
| 3                                                  | Großbritannien                                     | 4                                                  | 3                                                  | 4                                                  | 11                                                 |
| 4                                                  | Polen                                              | 4                                                  | 2                                                  | 4                                                  | 10                                                 |
| 5                                                  | Finnland                                           | 4                                                  | 1                                                  | 4                                                  | 9                                                  |
| 6                                                  | Frankreich                                         | 2                                                  | 2                                                  | 1                                                  | 5                                                  |
| 7                                                  | BR Deutschland                                     | 1                                                  | 5                                                  | 6                                                  | 12                                                 |
| 8                                                  | Italien                                            | 1                                                  | 2                                                  | 2                                                  | 5                                                  |
| 9                                                  | Jugoslawien                                        | 1                                                  | 1                                                  | 1                                                  | 3                                                  |
| 10                                                 | Bulgarien                                          | 1                                                  | 1                                                  | –                                                  | 2                                                  |
| 10                                                 | Dänemark                                           | 1                                                  | 1                                                  | –                                                  | 2                                                  |
| Vollständiger Medaillenspiegel                     |                                                    |                                                    |                                                    |                                                    |                                                    |

Die 11. Leichtathletik-Europameisterschaften fanden vom 1. bis zum 8. September 1974 in der italienischen Hauptstadt Rom statt. Mit Ausnahme des Marathonlaufs und der Gehwettbewerbe wurden die Wettkämpfe im Olympiastadion von 1960 ausgetragen.

## Wettbewerbe
Bei den Frauen kam mit dem 3000-Meter-Lauf eine erste Langstrecke in das Wettbewerbsprogramm. Ansonsten blieb das Wettkampfangebot unverändert. Das Programm der Frauen, in dem im Vergleich zum Männerangebot immer noch zahlreiche Wettbewerbe fehlten, sollte sich in den nächsten Jahren und Jahrzehnten sukzessive erweitern, bis es dem der Männer weitgehend entsprach.

## Sportliche Leistungen
Auch diese Europameisterschaften wurden – wie schon die beiden Europameisterschaften zuvor – dominiert von den Athleten aus der DDR – zehn Goldmedaillen – und der Sowjetunion – neun EM-Titel. Deutlich dahinter folgten Großbritannien, Polen und Finnland mit je vier Titeln.
- Es wurden – ausschließlich im Frauenbereich – vier neue Weltrekorde aufgestellt, drei davon durch Sportlerinnen aus der DDR:
  - 400 Meter: 50,14 s (Weltrekord nur nach elektronisch gemessenem Maßstab) – Riitta Salin, Finnland
  - 4 × 100-m-Staffel: 42,51 s  – DDR (Doris Maletzki, Renate Stecher, Christina Heinich, Bärbel Eckert)
  - Hochsprung: 1,95 m – Rosemarie Witschas, DDR
  - Speerwurf: 67,22 m – Ruth Fuchs, DDR
- Außerdem wurden in 23 Disziplinen 35 neue oder egalisierte Meisterschaftsrekorde registriert.
- In weiteren siebzehn Disziplinen wurden vierzig Landesrekorde neu aufgestellt oder egalisiert.
- Zwei Athleten errangen je zwei Goldmedaillen bei diesen Meisterschaften:
  - Irena Szewińska (Polen) – 100 Meter, 200 Meter
  - Alan Pascoe (Großbritannien) – 400 Meter Hürden, 4 × 400-m-Staffel
- Sechs der Europameister von 1974 hatten bereits vorher EM-Titel gewonnen:
  - Irena Szewińska (Polen) – 200 Meter, Wiederholung ihres Erfolgs von 1966, darüber hinaus Siegerin 1966 mit der 4 × 100-m-Staffel und im Weitsprung sowie 1974 über 100 Meter, damit jetzt fünffache Europameisterin
  - Nadeschda Tschischowa (Sowjetunion) – Kugelstoßen, vierter Erfolg in Folge seit 1966, damit jetzt vierfache Europameisterin
  - Walerij Borsow (Sowjetunion) – 100 Meter, dritter Erfolg in Folge seit 1969, darüber hinaus Sieger 1971 über 200 Meter, damit jetzt vierfacher Europameister
  - Christoph Höhne (DDR) – 50-km-Gehen, Wiederholung seines Erfolgs von 1969, damit jetzt zweifacher Europameister
  - Wiktor Sanejew (Sowjetunion) – Dreisprung, Wiederholung seines Erfolgs von 1969, damit jetzt zweifacher Europameister
  - Faina Melnik (Sowjetunion) – Diskuswurf, Wiederholung ihres Erfolgs von 1971, damit jetzt zweifache Europameisterin

## Legende
Kurze Übersicht zur Bedeutung der Symbolik – so üblicherweise auch in sonstigen Veröffentlichungen verwendet:
| WR  | Weltrekord                                             |
| CR  | Championshiprekord                                     |
| NR  | Nationaler Rekord                                      |
| DR  | Deutscher Rekord                                       |
| BR  | Bundesdeutscher Rekord                                 |
| el  | elektronisch                                           |
| e   | egalisiert                                             |
| w   | Windunterstützung über dem zulässigen Wert von 2,0 m/s |
| DNF | Wettkampf nicht beendet (did not finish)               |
| DSQ | disqualifiziert                                        |

## Resultate Männer

### 100 m

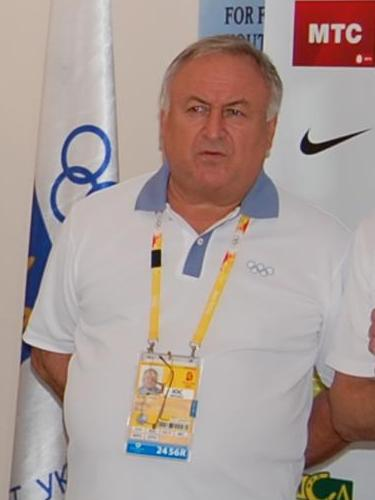
Walerij Borsow (hier im Jahr 2012) errang mit seinem Sprint-Sieg seinen vierten EM-Titel

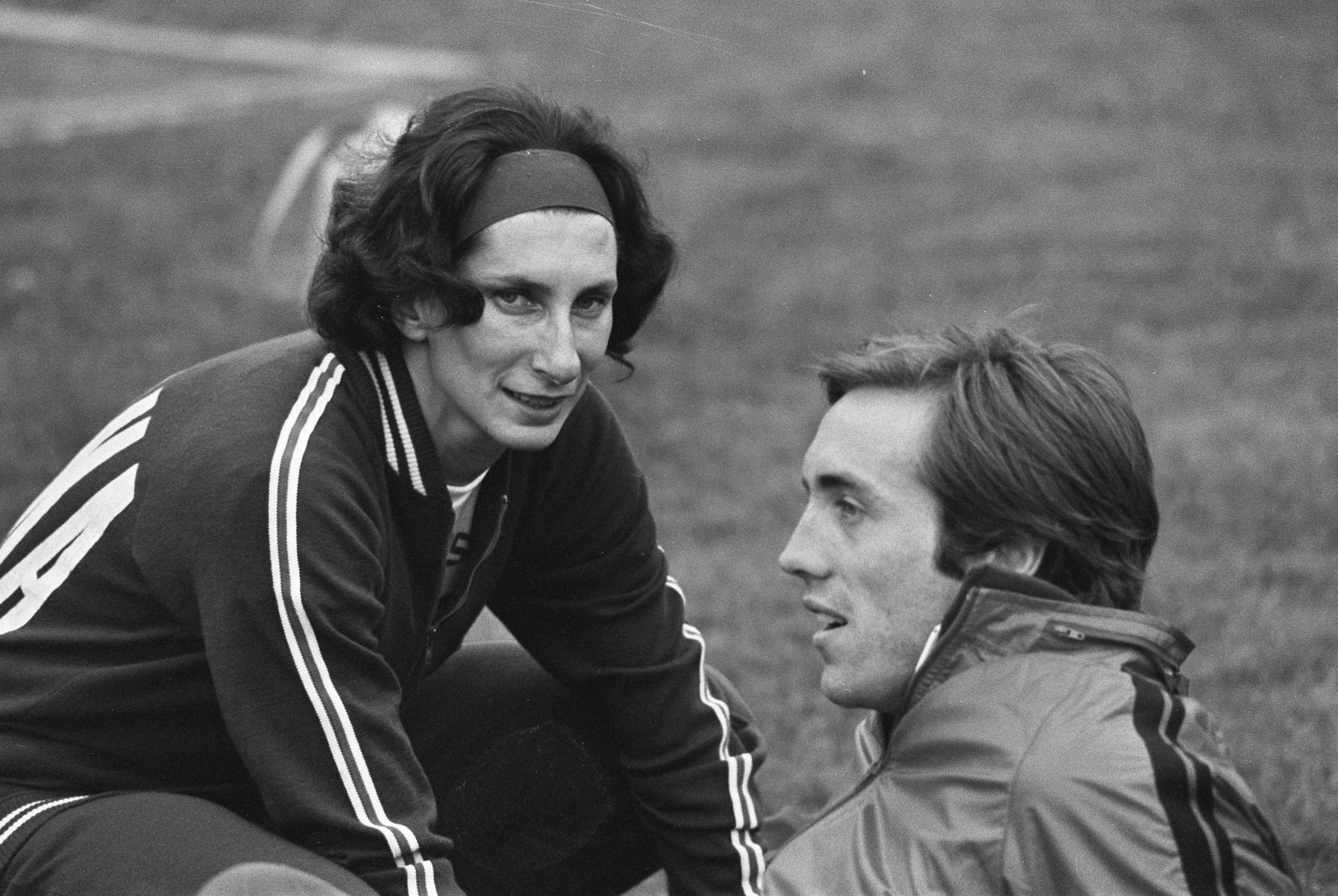
Irena Szewińska siegte auf beiden Sprintstrecken

| Platz | Athlet              | Land | Zeit (s)     |
| ----- | ------------------- | ---- | ------------ |
| 1     | Walerij Borsow      | URS  | 10,27 CRel e |
| 2     | Pietro Mennea       | ITA  | 10,34        |
| 3     | Klaus-Dieter Bieler | FRG  | 10,35        |
| 4     | Juris Silovs        | URS  | 10,35        |
| 5     | Dominique Chauvelot | FRA  | 10,35        |
| 6     | Manfred Ommer       | FRG  | 10,36        |
| 7     | Christer Garpenborg | SWE  | 10,39        |
| 8     | Alexandr Korneljuk  | URS  | 10,43        |

Finale: 3. September
Wind: −1,0 m/s

### 200 m

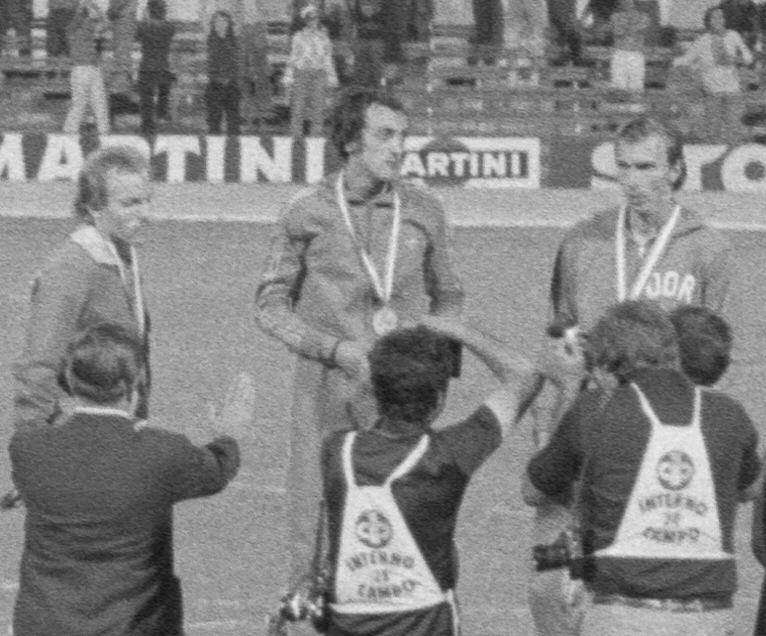
Siegerehrung (v. l. n. r.: Manfred Ommer, Pietro Mennea, Hans-Jürgen Bombach)

| Platz | Athlet                 | Land | Zeit (s) |
| ----- | ---------------------- | ---- | -------- |
| 1     | Pietro Mennea          | ITA  | 20,60    |
| 2     | Manfred Ommer          | FRG  | 20,76    |
| 3     | Hans-Jürgen Bombach    | GDR  | 20,83    |
| 4     | Joseph Arame           | FRA  | 20,83    |
| 5     | Franz-Peter Hofmeister | FRG  | 20,93    |
| 6     | Bruno Cherrier         | FRA  | 21,02    |
| 7     | Ainsley Bennett        | GBR  | 21,29    |
| DNS   | Antti Rajamäki         | FIN  |          |

Finale: 6. September
Wind: −0,8 m/s

### 400 m
| Platz | Athlet              | Land | Zeit (s) |
| ----- | ------------------- | ---- | -------- |
| 1     | Karl Honz           | FRG  | 45,04 CR |
| 2     | David Jenkins       | GBR  | 45,67000 |
| 3     | Bernd Herrmann      | FRG  | 45,78000 |
| 4     | Markku Kukkoaho     | FIN  | 45,87000 |
| 5     | Ossi Karttunen      | FIN  | 45,87000 |
| 6     | Michael Fredriksson | SWE  | 46,12000 |
| 7     | Erik Carlgren       | SWE  | 46,15000 |
| 8     | Francis Demarthon   | FRA  | 46,90000 |

Finale: 4. September

### 800 m
| Platz | Athlet              | Land | Zeit (min)    |
| ----- | ------------------- | ---- | ------------- |
| 1     | Luciano Sušanj      | YUG  | 1:44,07 CR/NR |
| 2     | Steve Ovett         | GBR  | 1:45,77000000 |
| 3     | Markku Taskinen     | FIN  | 1:45,89000000 |
| 4     | Wladimir Ponomarjow | URS  | 1:46,02000000 |
| 5     | Gerhard Stolle      | GDR  | 1:46,19000000 |
| 6     | Marcello Fiasconaro | ITA  | 1:46,28000000 |
| 7     | Dieter Fromm        | GDR  | 1:46,29000000 |
| 8     | Willi Wülbeck       | FRG  | 1:46,31000000 |

Finale: 4. September

### 1500 m
| Platz | Athlet              | Land | Zeit (min) |
| ----- | ------------------- | ---- | ---------- |
| 1     | Klaus-Peter Justus  | GDR  | 3:40,55    |
| 2     | Tom Birger Hansen   | DEN  | 3:40,75    |
| 3     | Thomas Wessinghage  | FRG  | 3:41,1     |
| 4     | Haico Scharn        | NED  | 3:41,3     |
| 5     | Wolodymyr Pantelej  | URS  | 3:41,4     |
| 6     | Pekka Vasala        | FIN  | 3:41,5     |
| 7     | Paul-Heinz Wellmann | FRG  | 3:41,6     |
| 8     | Rolf Gysin          | SUI  | 3:41,8     |

Finale: 8. September

### 5000 m
| Platz | Athlet                  | Land | Zeit (min)  |
| ----- | ----------------------- | ---- | ----------- |
| 1     | Brendan Foster          | GBR  | 13:17,21 CR |
| 2     | Manfred Kuschmann       | GDR  | 13:23,93 NR |
| 3     | Lasse Virén             | FIN  | 13:24,57000 |
| 4     | Jos Hermens             | NED  | 13:25,51 NR |
| 5     | Ilie Floroiu            | ROM  | 13:27,12 NR |
| 6     | Arne Kvalheim           | NOR  | 13:27,23000 |
| 7     | Stanislav Hoffman       | TCH  | 13:29,03000 |
| 8     | Klaus-Peter Hildenbrand | FRG  | 13:31,93000 |

Finale: 8. September

### 10.000 m
| Platz | Athlet               | Land | Zeit (min) |
| ----- | -------------------- | ---- | ---------- |
| 1     | Manfred Kuschmann    | GDR  | 28:25,75   |
| 2     | Tony Simmons         | GBR  | 28:25,79   |
| 3     | Giuseppe Cindolo     | ITA  | 28:27,05   |
| 4     | Bronisław Malinowski | POL  | 28:27,95   |
| 5     | Nikolai Puklakow     | URS  | 28:29,14   |
| 6     | Knut Børø            | NOR  | 28:29,19   |
| 7     | Lasse Virén          | FIN  | 28:29,23   |
| 8     | Mariano Haro         | ESP  | 28:36,00   |

Datum: 2. September

### Marathon
| Platz | Athlet           | Land | Zeit (h)  |
| ----- | ---------------- | ---- | --------- |
| 1     | Ian Thompson     | GBR  | 2:13:18,8 |
| 2     | Eckhard Lesse    | GDR  | 2:14:57,4 |
| 3     | Gaston Roelants  | BEL  | 2:16:29,6 |
| 4     | Bernie Plain     | GBR  | 2:18:02,2 |
| 5     | Jose Reveyn      | BEL  | 2:19:36,4 |
| 6     | Ferenc Szekeres  | HUN  | 2:20:12,8 |
| 7     | Giuseppe Cindolo | ITA  | 2:20:2800 |
| 8     | Neil Cusack      | IRL  | 2:22:0500 |

Datum: 8. September

### 110 m Hürden
| Platz | Athlet             | Land | Zeit (s) |
| ----- | ------------------ | ---- | -------- |
| 1     | Guy Drut           | FRA  | 13,40 CR |
| 2     | Mirosław Wodzyński | POL  | 13,67000 |
| 3     | Leszek Wodzyński   | POL  | 13,71000 |
| 4     | Thomas Munkelt     | GDR  | 13,72000 |
| 5     | Giuseppe Buttari   | ITA  | 13,85000 |
| 6     | Klaus Fiedler      | GDR  | 13,96000 |
| 7     | Berwyn Price       | GBR  | 14,05000 |
| 8     | Frank Siebeck      | GDR  | 14,79000 |

Finale: 8. September
Wind: +0,5 m/s

### 400 m Hürden

400-m-Hürden-Finale: Stavros Tziortzis (528), Viktor Savchenko (859), Rolf Ziegler (499), Jewgeni Gawrilenko (830), Alan Pascoe (331)

| Platz | Athlet             | Land | Zeit (s) |
| ----- | ------------------ | ---- | -------- |
| 1     | Alan Pascoe        | GBR  | 48,82 CR |
| 2     | Jean-Claude Nallet | FRA  | 48,94000 |
| 3     | Jewgeni Gawrilenko | URS  | 49,32000 |
| 4     | Stavros Tziortzis  | GRE  | 49,71000 |
| 5     | Dmitri Stukalow    | URS  | 49,98000 |
| 6     | Wiktor Sawtschenko | URS  | 50,01000 |
| 7     | Jerzy Hewelt       | POL  | 50,26000 |
| 8     | Rolf Ziegler       | FRG  | 50,29000 |

Finale: 4. September

### 3000 m Hindernis

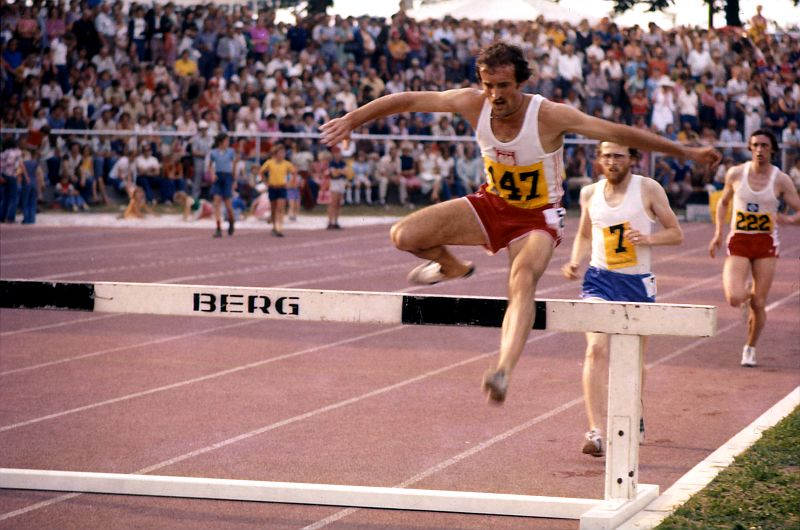
Bronislaw Malinowski – bei diesen Europameisterschaften vor seinem stärksten Gegner, dem Schweden Anders Gärderud

| Platz | Athlet               | Land | Zeit (min)    |
| ----- | -------------------- | ---- | ------------- |
| 1     | Bronisław Malinowski | POL  | 8:15,04 CR/NR |
| 2     | Anders Gärderud      | SWE  | 8:15,41000000 |
| 3     | Michael Karst        | FRG  | 8:17,91 DR000 |
| 4     | Franco Fava          | ITA  | 8:18,85 NR000 |
| 5     | Hanspeter Wehrli     | SUI  | 8:26,13000000 |
| 6     | Gheorghe Cefan       | ROM  | 8:26,19000000 |
| 7     | Gerd Frähmcke        | FRG  | 8:26,53000000 |
| 8     | Gérard Buchheit      | FRA  | 8:30,20000000 |

Finale: 7. September

### 4 × 100 m Staffel
| Platz | Land             | Athleten                                                           | Zeit (s) |
| ----- | ---------------- | ------------------------------------------------------------------ | -------- |
| 1     | Frankreich       | Lucien Sainte-Rose Joseph Arame Bruno Cherrier Dominique Chauvelot | 38,69 CR |
| 2     | Italien          | Vincenzo Guerini Norberto Oliosi Luigi Benedetti Pietro Mennea     | 38,88000 |
| 3     | DDR              | Manfred Kokot Michael Droese Hans-Jürgen Bombach Siegfried Schenke | 38,99000 |
| 4     | UdSSR            | Alexandr Korneljuk Juris Silovs Alexander Aksinin Walerij Borsow   | 39,03000 |
| 5     | Polen            | Andrzej Świerczyński Marek Bezynski Grzegorz Mądry Zenon Nowosz    | 39,35000 |
| 6     | Spanien          | Luis Sarria Juan Sarrasqueta Miguel Arnau José Luis Sánchez        | 39,87000 |
| 7     | BUL              | Ljubomir Iwanow Petar Petrow Georgi Ganchew Miroljub Stoitschew    | 39,91000 |
| 8     | Tschechoslowakei | Jiří Kynos Jaroslav Matoušek Juraj Demeč Luděk Bohman              | 39,92000 |

Finale: 8. September

### 4 × 400 m Staffel
| Platz | Land           | Athleten                                                                                         | Zeit (min) |
| ----- | -------------- | ------------------------------------------------------------------------------------------------ | ---------- |
| 1     | Großbritannien | Glen Cohen Bill Hartley Alan Pascoe David Jenkins                                                | 3:03.33    |
| 2     | BR Deutschland | Hermann Köhler Horst-Rüdiger Schlöske Karl Honz Rolf Ziegler im Vorlauf außerdem: Bernd Herrmann | 3:03.52    |
| 3     | Frankreich     | Jean-Claude Nallet Roger Velasquez Jacques Carette Francis Demarthon                             | 3:04.6     |
| 4     | GDR            | Reinhard Kokot Benno Stops Jürgen Utikal Andreas Scheibe                                         | 3:05,0     |
| 5     | Niederlande    | Raymond Heerenveen Reinhard van den Heuvel Frank Nusse Toine van den Goolberg                    | 3:06,3     |
| 6     | Schweden       | Per-Olof Sjöberg Dimitrie Grama Erik Carlgren Michael Fredriksson                                | 3:12,6     |
| DNF   | Sowjetunion    | Walerij Jurtschenko Wladimir Nosenko Jewgeni Gawrilenko Semjon Kotscher                          |            |
| DSQ   | Finnland       | Stig Lönnqvist Ossi Karttunen Markku Taskinen Markku Kukkoaho                                    |            |

Finale: 8. September
Die finnische Staffel hatte in 3:03,6 min ursprünglich den dritten Platz belegt, wurde aber nach dem Rennen disqualifiziert. Ebenfalls disqualifiziert wurde zunächst die niederländische Staffel, diese Entscheidung wurde aber von der Jury d'Appell zurückgenommen.

### 20 km Gehen
| Platz | Athlet                  | Land | Zeit (h)  |
| ----- | ----------------------- | ---- | --------- |
| 1     | Wolodymyr Holubnytschyj | URS  | 1:29:30,0 |
| 2     | Bernd Kannenberg        | FRG  | 1:29:38,2 |
| 3     | Roger Mills             | GBR  | 1:32:33,8 |
| 4     | Armando Zambaldo        | ITA  | 1:33:04,8 |
| 5     | Jan Ornoch              | POL  | 1:33:19,6 |
| 6     | Amos Seddon             | GBR  | 1:34:17,6 |
| 7     | Alessandro Bellucci     | ITA  | 1:34:52,4 |
| 8     | Hans Tenggren           | SWE  | 1:35:47,0 |

Datum: 3. September

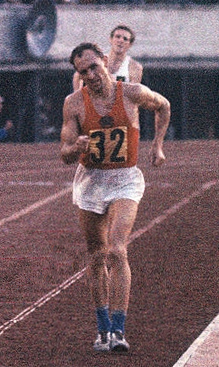
Wolodymyr Holubnytschyj

Wolodymyr Holubnytschyj (als Führender auf dem Foto rechts) errang nach u. a. Olympiagold 1960 und 1968 sowie zahlreichen weiteren Medaillen bei Olympischen Spielen und Europameisterschaften nun auch den EM-Titel.

### 50 km Gehen
| Platz | Athlet              | Land | Zeit (h)     |
| ----- | ------------------- | ---- | ------------ |
| 1     | Christoph Höhne     | GDR  | 3:59:05,6 CR |
| 2     | Otto Bartsch        | URS  | 4:02:38,8000 |
| 3     | Peter Selzer        | GDR  | 4:04:28,4000 |
| 4     | Vittorio Visini     | ITA  | 4:05:43,6000 |
| 5     | Weniamin Soldatenko | URS  | 4:09:31,6000 |
| 6     | Winfried Skotnicki  | GDR  | 4:10:19,0000 |
| 7     | Gerhard Weidner     | FRG  | 4:10:52,4000 |
| 8     | Heinrich Schubert   | FRG  | 4:16:05,0000 |

Datum: 7. September

### Hochsprung

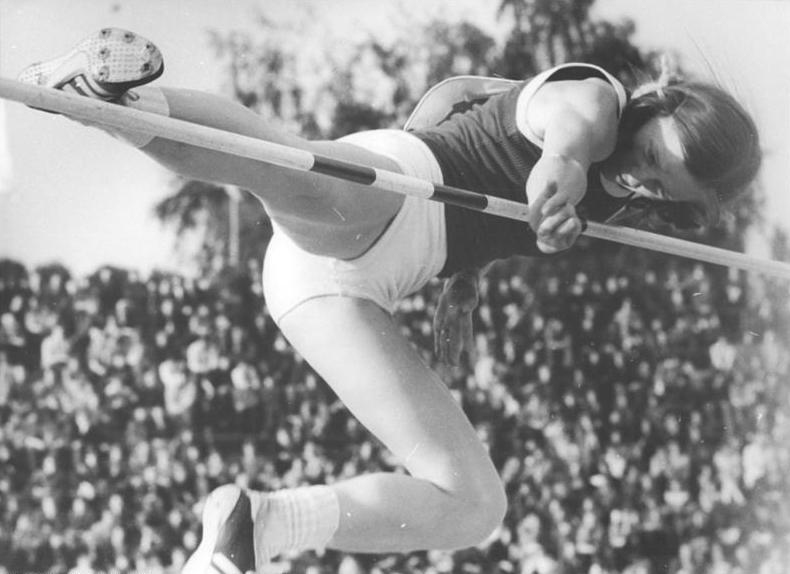
Rosemarie Witschas – spätere Rosemarie Ackermann – siegte mit Weltrekord

| Platz | Athlet           | Land | Höhe (m)   |
| ----- | ---------------- | ---- | ---------- |
| 1     | Jesper Tørring   | DEN  | 2,25 CR/NR |
| 2     | Kęstutis Šapka   | URS  | 2,25 CR000 |
| 3     | Vladimír Malý    | TCH  | 2,19000000 |
| 4     | István Major     | HUN  | 2,19000000 |
| 5     | Jacek Wszoła     | POL  | 2,19000000 |
| 6     | Leif Roar Falkum | NOR  | 2,16000000 |
| 7     | Rodolfo Bergamo  | ITA  | 2,16000000 |
| 8     | Bruno Brokken    | BEL  | 2,13000000 |

Finale: 4. September

### Stabhochsprung
| Platz | Athlet                | Land | Höhe (m) |
| ----- | --------------------- | ---- | -------- |
| 1     | Wladimir Kischkun     | URS  | 5,35 CRe |
| 2     | Władysław Kozakiewicz | POL  | 5,35 CRe |
| 3     | Juri Issakow          | URS  | 5,300000 |
| 4     | Wojciech Buciarski    | POL  | 5,300000 |
| 4     | Antti Kalliomäki      | FIN  | 5,300000 |
| 6     | Kjell Isaksson        | SWE  | 5,300000 |
| 7     | Jānis Lauris          | URS  | 5,200000 |
| 7     | Tadeusz Ślusarski     | POL  | 5,200000 |

Finale: 6. September

### Weitsprung
| Platz | Athlet              | Land | Weite (m) | Wind (m/s) |
| ----- | ------------------- | ---- | --------- | ---------- |
| 1     | Walerij Pidluschnyj | URS  | 8,12 w0   | +2,8       |
| 2     | Nenad Stekić        | YUG  | 8,05 CR   | +1,5       |
| 3     | Jewgeni Schubin     | URS  | 7,98000   | +1,9       |
| 4     | Hans Baumgartner    | FRG  | 7,93000   | +1,0       |
| 5     | Rolf Bernhard       | SUI  | 7,91 NR   | +0,9       |
| 6     | Wolfram Lauterbach  | GDR  | 7,87000   | +1,4       |
| 7     | Max Klauß           | GDR  | 7,73000   | +1,4       |
| 8     | Tõnu Lepik          | URS  | 7,73000   | +1,2       |

Finale: 4. September

### Dreisprung

Wiktor Sanejew wiederholte seinen Titelgewinn von 1969. nachdem er 1971 Silber gewonnen hatte

| Platz | Athlet              | Land | Weite (m) |
| ----- | ------------------- | ---- | --------- |
| 1     | Wiktor Sanejew      | URS  | 17,23     |
| 2     | Carol Corbu         | ROM  | 16,68     |
| 3     | Andrzej Sontag      | POL  | 16,61     |
| 4     | Jörg Drehmel        | GDR  | 16,54     |
| 5     | Michał Joachimowski | POL  | 16,53     |
| 6     | Lothar Gora         | GDR  | 16,42     |
| 7     | Jiří Vyčichlo       | TCH  | 16,37     |
| 8     | Nikolai Sinitschkin | URS  | 16,17     |

Finale: 8. September

### Kugelstoßen

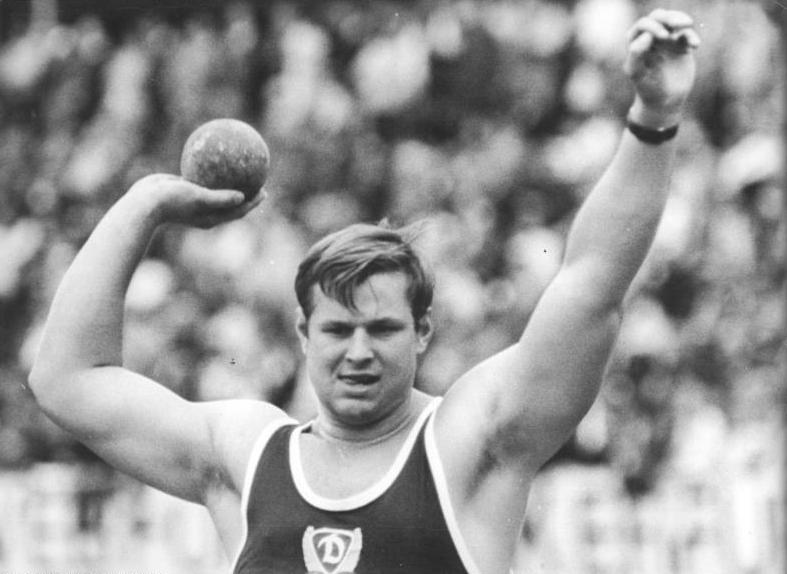
Hartmut Briesenick war als Titelverteidiger auch diesmal vorn

| Platz | Athlet                 | Land | Weite (m) |
| ----- | ---------------------- | ---- | --------- |
| 1     | Hartmut Briesenick     | GDR  | 20,50     |
| 2     | Ralf Reichenbach       | FRG  | 20,38     |
| 3     | Geoff Capes            | GBR  | 20,21     |
| 4     | Alexander Baryschnikow | URS  | 20,13     |
| 5     | Waleri Woikin          | URS  | 20,07     |
| 6     | Władysław Komar        | POL  | 19,82     |
| 7     | Jaroslav Brabec        | TCH  | 19,73     |
| 8     | Udo Beyer              | GDR  | 19,63     |

Finale: 6. September

### Diskuswurf

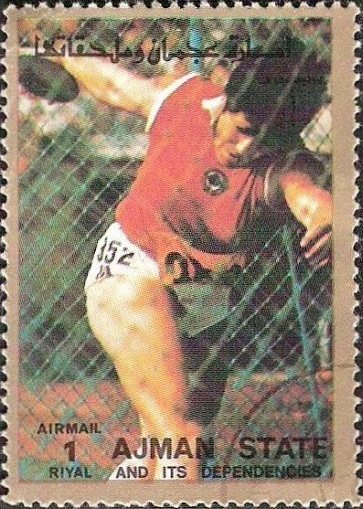
Faina Melnik – zum zweiten Mal in Folge Europameisterin

| Platz | Athlet                | Land | Weite (m) |
| ----- | --------------------- | ---- | --------- |
| 1     | Pentti Kahma          | FIN  | 63,62     |
| 2     | Ludvík Daněk          | TCH  | 62,76     |
| 3     | Ricky Bruch           | SWE  | 62,00     |
| 4     | Siegfried Pachale     | GDR  | 61,20     |
| 5     | Welko Welew           | BUL  | 61,00     |
| 6     | Wiktor Pensikow       | URS  | 60,86     |
| 7     | Armando De Vincentiis | ITA  | 59,68     |
| 8     | Wolfgang Schmidt      | GDR  | 59,56     |

Finale: 4. September

### Hammerwurf
| Platz | Athlet             | Land | Weite (m) |
| ----- | ------------------ | ---- | --------- |
| 1     | Alexei Spiridonow  | URS  | 74,20     |
| 2     | Jochen Sachse      | GDR  | 74,00     |
| 3     | Reinhard Theimer   | GDR  | 71,62     |
| 4     | Walentin Dmitrenko | URS  | 71,18     |
| 5     | Uwe Beyer          | FRG  | 71,04     |
| 6     | Manfred Hüning     | FRG  | 70,58     |
| 7     | Heikki Kangas      | FIN  | 70,04     |
| 8     | István Encsi       | HUN  | 68,50     |

Finale: 7. September

### Speerwurf

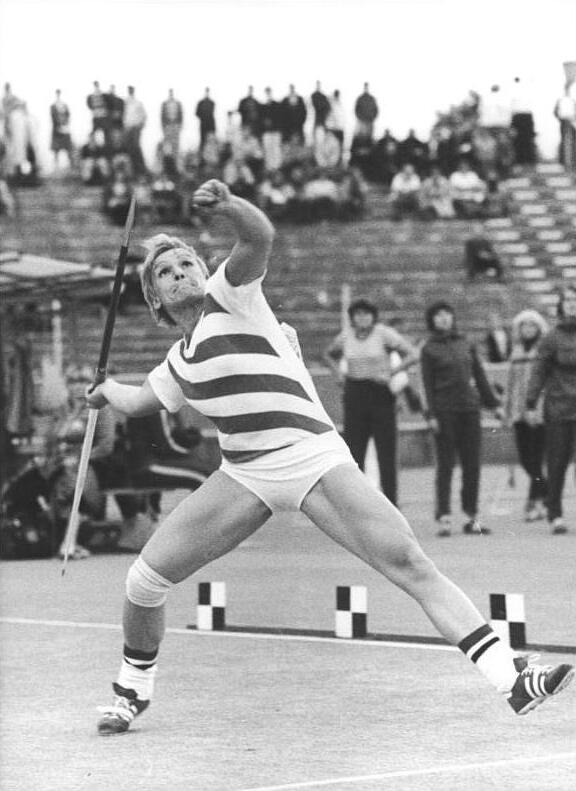
Ruth Fuchs – Europameisterin mit Weltrekord

| Platz | Athlet             | Land | Weite (m) |
| ----- | ------------------ | ---- | --------- |
| 1     | Hannu Siitonen     | FIN  | 89,58     |
| 2     | Wolfgang Hanisch   | GDR  | 85,46     |
| 3     | Terje Thorslund    | NOR  | 83,68     |
| 4     | Nikolai Grebnjew   | URS  | 83,66     |
| 5     | Klaus Wolfermann   | FRG  | 83,36     |
| 6     | Jānis Lūsis        | URS  | 83,06     |
| 7     | Miklós Németh      | HUN  | 81,06     |
| 8     | Lauri Koski-Vähälä | FIN  | 79,92     |

Finale: 8. September

### Zehnkampf
| Platz | Athlet              | Land | P – offiz. Wert. | P – 85er Wert. |
| ----- | ------------------- | ---- | ---------------- | -------------- |
| 1     | Ryszard Skowronek   | POL  | 8207 CR          | 8230           |
| 2     | Yves Leroy          | FRA  | 8146000          | 8144           |
| 3     | Guido Kratschmer    | FRG  | 8132000          | 8108           |
| 4     | Leonid Lytwynenko   | URS  | 8122000          | 8083           |
| 5     | Ryszard Katus       | POL  | 7920000          | 7895           |
| 6     | Philipp Andres      | SUI  | 7863000          | 7830           |
| 7     | Sepp Zeilbauer      | AUT  | 7792000          | 7725           |
| 8     | Alexander Blinjajew | URS  | 7742000          | 7722           |

Datum: 6./7. September
Gewertet wurde nach der Punktetabelle von 1964.
Zur Orientierung und Einordnung der Leistungen sind zum Vergleich die nach heutigem Wertungssystem von 1985 erreichten Punktzahlen mitaufgeführt. Danach hätte es lediglich eine Veränderung im Resultat gegeben: Die Athleten auf den Rängen dreizehn bzw. vierzehn hätten ihre Plätze tauschen müssen. Aber diese Vergleiche sind nur Anhaltswerte, denn als Grundlage müssen die jeweils unterschiedlichen Maßstäbe der Zeit gelten.

## Resultate Frauen

### 100 m
| Platz | Athletin             | Land | Zeit (s)    |
| ----- | -------------------- | ---- | ----------- |
| 1     | Irena Szewińska      | POL  | 11,13 CR/NR |
| 2     | Renate Stecher       | GDR  | 11,23000000 |
| 3     | Andrea Lynch         | GBR  | 11,28000000 |
| 4     | Ljudmila Maslakowa   | URS  | 11,36000000 |
| 5     | Annegret Richter     | FRG  | 11,36000000 |
| 6     | Mona-Lisa Pursiainen | FIN  | 11,42000000 |
| 7     | Bärbel Eckert        | GDR  | 11,46000000 |
| 8     | Christina Heinich    | GDR  | 11,63000000 |

Finale: 3. September
Wind: −1,2 m/s

### 200 m
| Platz | Athletin             | Land | Zeit (s) |
| ----- | -------------------- | ---- | -------- |
| 1     | Irena Szewińska      | POL  | 22,51 CR |
| 2     | Renate Stecher       | GDR  | 22,68000 |
| 3     | Mona-Lisa Pursiainen | FIN  | 23,17000 |
| 4     | Ljudmila Maslakowa   | URS  | 23,31000 |
| 5     | Helen Golden         | GBR  | 23,38000 |
| 6     | Annegret Kroniger    | FRG  | 23,38000 |
| 7     | Christiane Krause    | FRG  | 23,78000 |
| 8     | Petra Kandarr        | GDR  | 23,99000 |

Finale: 6. September
Wind: −2,8 m/s

### 400 m
| Platz | Athletin         | Land | Zeit (s)   |
| ----- | ---------------- | ---- | ---------- |
| 1     | Riitta Salin     | FIN  | 50,14 WRel |
| 2     | Ellen Streidt    | GDR  | 50,69 DR00 |
| 3     | Rita Wilden      | FRG  | 50,88 BR00 |
| 4     | Nadeschda Iljina | URS  | 51,22 NR00 |
| 5     | Angelika Handt   | GDR  | 51,2400000 |
| 6     | Karoline Käfer   | AUT  | 51,77 NR00 |
| 7     | Verona Bernard   | GBR  | 52,6100000 |
| 8     | Jelica Pavličić  | YUG  | 53,0100000 |

Finale: 4. September

### 800 m
| Platz | Athletin               | Land | Zeit (min) |
| ----- | ---------------------- | ---- | ---------- |
| 1     | Liljana Tomowa         | BUL  | 1:58,14 CR |
| 2     | Gunhild Hoffmeister    | GDR  | 1:58,81 NR |
| 3     | Mariana Suman          | ROM  | 1:59,84000 |
| 4     | Marie-Françoise Dubois | FRA  | 1:59,94 NR |
| 5     | Walentina Gerassimowa  | URS  | 2:00,10000 |
| 6     | Nina Morgunowa         | URS  | 2:00,76000 |
| 7     | Elżbieta Katolik       | POL  | 2:01,37000 |
| 8     | Gisela Klein           | FRG  | 2:01,48000 |

Finale: 4. September

### 1500 m
| Platz | Athletin            | Land | Zeit (min)    |
| ----- | ------------------- | ---- | ------------- |
| 1     | Gunhild Hoffmeister | GDR  | 4:02,25 CR/DR |
| 2     | Liljana Tomowa      | BUL  | 4:04,97 NR000 |
| 3     | Grete Andersen      | NOR  | 4:05,21 NR000 |
| 4     | Tatjana Kasankina   | URS  | 4:05,94000000 |
| 5     | Tamara Pangelowa    | URS  | 4:09,93000000 |
| 6     | Ulrike Klapezynski  | GDR  | 4:10,54000000 |
| 7     | Carmen Valero       | ESP  | 4:11,61 NR000 |
| 8     | Joyce Smith         | GBR  | 4:12,26000000 |

Finale: 8. September

### 3000 m
| Platz | Athletin               | Land | Zeit (min)    |
| ----- | ---------------------- | ---- | ------------- |
| 1     | Nina Holmén            | FIN  | 8:55,10 CR/NR |
| 2     | Ljudmila Bragina       | URS  | 8:56,09000000 |
| 3     | Joyce Smith            | GBR  | 8:57,39000000 |
| 4     | Natalia Andrei         | ROM  | 8:58,95 NR000 |
| 5     | Paola Cacchi           | ITA  | 9:01,40000000 |
| 6     | Bronislawa Ludichowska | POL  | 9:05,14 NR000 |
| 7     | Ann Ford               | GBR  | 9:06,89000000 |
| 8     | Tamara Pangelowa       | URS  | 9:10,56000000 |

Datum: 2. September

### 100 m Hürden

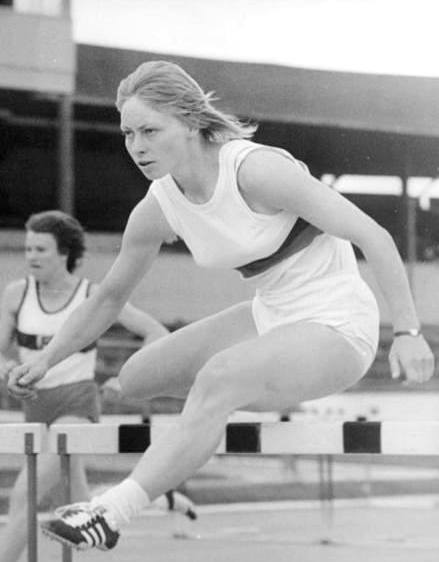
Annelie Ehrhardt – überlegene Hürdensprinterin ihrer Zeit

| Platz | Athletin           | Land | Zeit (s) |
| ----- | ------------------ | ---- | -------- |
| 1     | Annelie Ehrhardt   | GDR  | 12,66 CR |
| 2     | Annerose Fiedler   | GDR  | 12,89000 |
| 3     | Teresa Nowak       | POL  | 12,91000 |
| 4     | Valeria Bufanu     | ROM  | 13,04000 |
| 5     | Gudrun Berend      | GDR  | 13,14000 |
| 6     | Tatjana Anissimowa | URS  | 13,16000 |
| 7     | Natalja Lebedewa   | URS  | 13,19000 |
| 8     | Grażyna Rabsztyn   | POL  | 13,53000 |

Finale: 7. September
Wind: +0,2 m/s

### 4 × 100 m Staffel
| Platz | Land           | Athletinnen                                                         | Zeit (s) |
| ----- | -------------- | ------------------------------------------------------------------- | -------- |
| 1     | DDR            | Doris Maletzki Renate Stecher Christina Heinich Bärbel Eckert       | 42,51 WR |
| 2     | BR Deutschland | Elfgard Schittenhelm Annegret Kroniger Annegret Richter Inge Helten | 42,75 BR |
| 3     | Polen          | Ewa Długołęcka Danuta Jędrejek Barbara Bakulin Irena Szewińska      | 43,48000 |
| 4     | Großbritannien | Linda Barratt Denise Ramsden Helen Golden Andrea Lynch              | 43,94000 |
| 5     | Frankreich     | Nadine Goletto Catherine Delachanal Nicole Pani Sylviane Telliez    | 44,18000 |
| 6     | Ungarn         | Judith Szabo Ildikó Szabó Zsuzsa Karoly Iren Arva                   | 44,51000 |
| 7     | Italien        | Maura Gnecchi Adriana Carli Laura Nappi Cecilia Molinari            | 44,56000 |

Finale: 8. September

### 4 × 400 m Staffel
| Platz | Land             | Athletinnen                                                           | Zeit (min) |
| ----- | ---------------- | --------------------------------------------------------------------- | ---------- |
| 1     | DDR              | Brigitte Rohde Waltraud Dietsch Angelika Handt Ellen Streidt          | 3:25,21 CR |
| 2     | Finnland         | Marika Eklund Mona-Lisa Pursiainen Pirjo Wilmi Riitta Salin           | 3:25,7 NR  |
| 3     | UdSSR            | Inta Kļimoviča Ingrīda Barkāne Nadeschda Iljina Natalja Sokolowa      | 3:26,1000  |
| 4     | Polen            | Genowefa Nowaczyk Krystyna Kacperczyk Danuta Pieczyk Irena Szewinska  | 3:26,4000  |
| 5     | BR Deutschland   | Dagmar Jost Elke Barth Hildegard Falck Rita Wilden                    | 3:27,9000  |
| 6     | Großbritannien   | Donna Murray Verona Bernard Jannette Roscoe Ruth Kennedy              | 3:29,6000  |
| 7     | Rumänien         | Ibolya Slavic Alexandra Badescu Lăcrămioara Diaconiuc Mariana Suman   | 3:30,8000  |
| 8     | Tschechoslowakei | Eva Stefkova Jindriska Hermanska Eva Kovalcikova Jozefína Čerchlanová | 3:36,3000  |

Finale: 8. September

### Hochsprung
| Platz | Athletin           | Land | Höhe (m) |
| ----- | ------------------ | ---- | -------- |
| 1     | Rosemarie Witschas | GDR  | 1,95 WR  |
| 2     | Milada Karbanová   | TCH  | 1,91 NR  |
| 3     | Sara Simeoni       | ITA  | 1,89 NR  |
| 4     | Rita Kirst         | GDR  | 1,89000  |
| 5     | Milena Hübnerová   | TCH  | 1,86000  |
| 6     | Galina Filatowa    | URS  | 1,86000  |
| 7     | Ulrike Meyfarth    | FRG  | 1,83000  |
| 8     | Mária Mračnová     | TCH  | 1,83000  |

Finale: 8. September

### Weitsprung
| Platz | Athletin          | Land | Weite (m) |
| ----- | ----------------- | ---- | --------- |
| 1     | Ilona Bruzsenyák  | HUN  | 6,65 NR   |
| 2     | Eva Šuranová      | TCH  | 6,60000   |
| 3     | Pirkko Helenius   | FIN  | 6,59 w0   |
| 4     | Angela Schmalfeld | GDR  | 6,56000   |
| 5     | Marianne Voelzke  | GDR  | 6,56000   |
| 6     | Lidija Alfejewa   | URS  | 6,54 w0   |
| 7     | Tatjana Timochowa | URS  | 6,50 w0   |
| 8     | Meta Antenen      | SUI  | 6,33000   |

Finale: 3. September

### Kugelstoßen
| Platz | Athletin                | Land | Weite (m) |
| ----- | ----------------------- | ---- | --------- |
| 1     | Nadeschda Tschischowa   | URS  | 20,78 CR  |
| 2     | Marianne Adam           | GDR  | 20,43000  |
| 3     | Helena Fibingerová      | TCH  | 20,33000  |
| 4     | Iwanka Christowa        | BUL  | 19,17000  |
| 5     | Ludwika Chewińska       | POL  | 18,98000  |
| 6     | Marita Lange            | GDR  | 18,60000  |
| 7     | Elena Stojanowa         | BUL  | 18,48000  |
| 8     | Swetlana Kratschewskaja | URS  | 18,23000  |

Finale: 2. September

### Diskuswurf
| Platz | Athletin          | Land | Weite (m) |
| ----- | ----------------- | ---- | --------- |
| 1     | Faina Melnik      | URS  | 69,00 CR  |
| 2     | Argentina Menis   | ROM  | 64,62000  |
| 3     | Gabriele Hinzmann | GDR  | 62,50000  |
| 4     | Marija Petkowa    | BUL  | 61,92000  |
| 5     | Karin Höldke      | GDR  | 58,92000  |
| 6     | Olimpia Cataramă  | ROM  | 58,30000  |
| 7     | Liesel Westermann | FRG  | 57,40000  |
| 8     | Wassilka Stoewa   | BUL  | 57,12000  |

Finale: 6. September

### Speerwurf
| Platz | Athletin           | Land | Weite (m) |
| ----- | ------------------ | ---- | --------- |
| 1     | Ruth Fuchs         | GDR  | 67,22 WR  |
| 2     | Jacqueline Todten  | GDR  | 62,10000  |
| 3     | Nataša Urbančič    | YUG  | 61,66000  |
| 4     | Ljutwijan Mollowa  | BUL  | 60,80000  |
| 5     | Sabine Kärgel      | GDR  | 57,10000  |
| 6     | Felicija Kinder    | POL  | 57,02000  |
| 7     | Tatjana Schigalowa | URS  | 56,64000  |
| 8     | Ameli Koloska      | FRG  | 56,36000  |

Finale: 3. September

### Fünfkampf
| Platz | Athletin              | Land | P – offiz. Wert. | P – 85er Wert. |
| ----- | --------------------- | ---- | ---------------- | -------------- |
| 1     | Nadija Tkatschenko    | URS  | 4776 CR          | 4826           |
| 2     | Burglinde Pollak      | GDR  | 4678000          | 4698           |
| 3     | Soja Spassowchodskaja | URS  | 4550000          | 4560           |
| 4     | Sigrun Thon           | GDR  | 4548000          | 4547           |
| 5     | Ljudmila Popowskaja   | URS  | 4548000          | 4555           |
| 6     | Ilona Bruzsenyák      | HUN  | 4339000          | 4407           |
| 7     | Margrit Olfert        | GDR  | 4391000          | 4231           |
| 8     | Christel Voß          | FRG  | 4384000          | 4364           |

Datum: 3./4. September

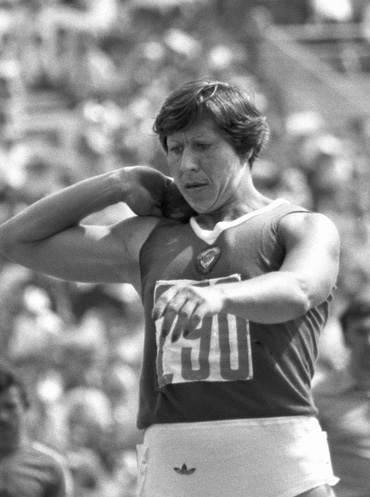
Siegerin Nadija Tkatschenko –1978 des Dopingmissbrauchs überführt

Gewertet wurde nach der Punktetabelle von 1971.
Unter Anwendung des heute für den Siebenkampf gültigen Wertungssystems hätte es auf den Rängen sieben bis elf eine andere Reihenfolge gegeben:
- Christel Voß (Achte), Penka Sokolowa (Neunte), Fočić Đurđa (Zehnte) und Ulrike Jacob (Elfte) wären um jeweils einen Rang vorgerückt.
- Margrit Olfert wäre von Platz sieben auf Rang elf zurückgefallen.

Aber diese Vergleiche sind nur Anhaltswerte, denn als Grundlage müssen die jeweils unterschiedlichen Maßstäbe der Zeit gelten.